# نيكولاس فرنانديز
نيكولاس فرنانديز (بالإسبانية: Nicolás Fernández)‏ هو محامي وسياسي أرجنتيني، ولد في 1901 في الأرجنتين. حزبياً، نشط في الحزب العدلي. وقد انتخب عضو مجلس الشيوخ الأرجنتيني عن دائرة محافظة سانتا كروز (10 ديسمبر 2001 – 9 ديسمبر 2005).